# Campeonato Africano de Hóquei em Patins de 2018
O Campeonato Africano de Hóquei em Patins de 2018 é a principal competição de Hóquei em Patins ao nível de Países que se vai realizar em África pela primeira vez. É organizado pela World Skate Africa – Rink Hockey. Decorrerá em Angola e qualificará para os Jogos Mundiais de Barcelona em 2019. 
De acordo com algumas regras, decretadas pela World Skate, os apuramentos, à semelhança de outras modalidades, passam a ser garantidos através de eliminatórias continentais.

## Países participantes
Angola
 Moçambique
 Egito
 África do Sul

## Grupo de Apuramento
| Seleções      | Pts | J | V | E | D | GM | GS | DG | Qualificação          |
| ------------- | --- | - | - | - | - | -- | -- | -- | --------------------- |
| Angola        | 0   |   |   |   |   |    |    |    | Campeonato do Mundo   |
| Moçambique    | 0   |   |   |   |   |    |    |    | Taça Intercontinental |
| África do Sul | 0   |   |   |   |   |    |    |    | Taça Intercontinental |
| Egito         | 0   |   |   |   |   |    |    |    | Taça Challenger       |

| fev 2019 | Egito | - | Angola |  |
|          |       |   |        |  |

| fev 2019 | África do Sul | - | Moçambique |  |
|          |               |   |            |  |

### Sítios Angolanos
- Federação Angolana de Hóquei Patins
- ANGOP, Angência Angola Press com atualidade do Hóquei Patins neste País
- Jornal de angola

### Sítios Moçambicanos
- Federação Moçambicana de Patinagem
- Jornal de Notícias de Moçambique com actualidade do Hóquei Patins neste País

### Internacional
- rinkhockey.net
- HóqueiPatins.pt
- Plurisports
- Hoqueipt
- Hardballhock-World Roller Hockey
- Inforoller World Roller Hockey